# Bimbia

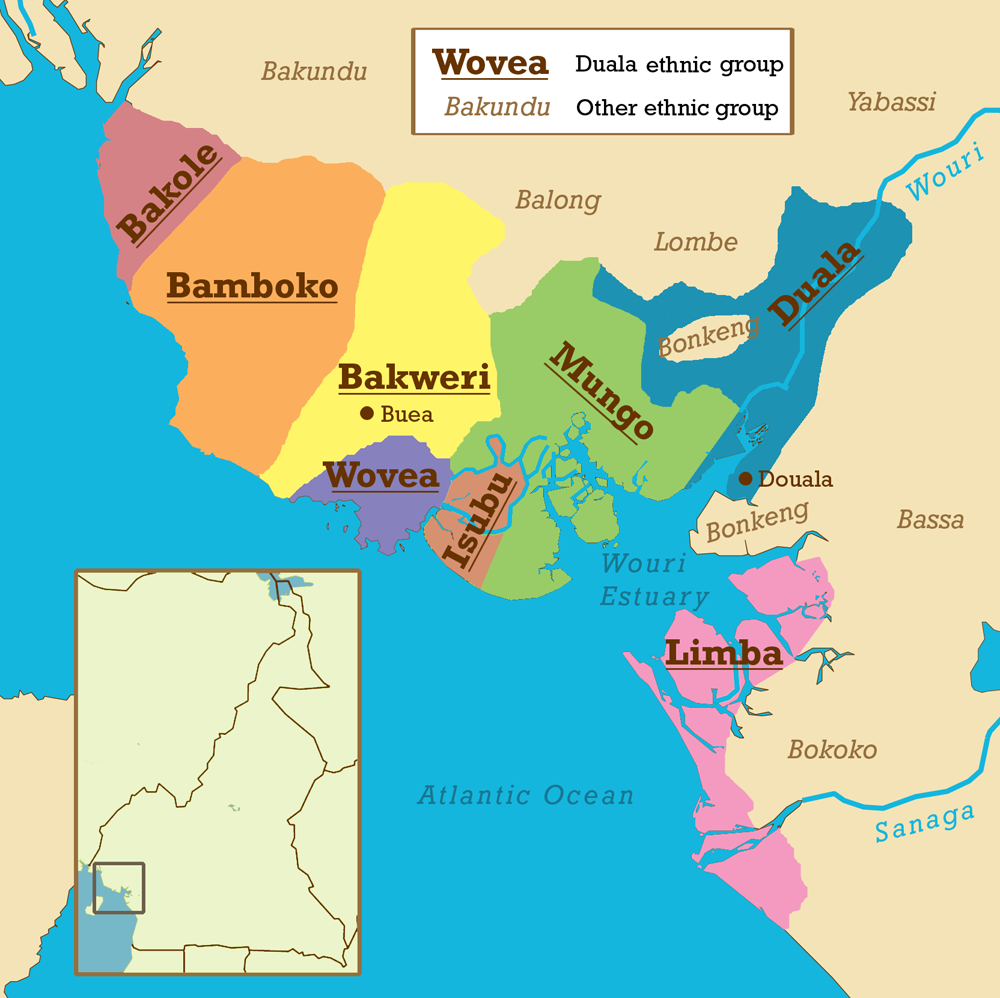
El mapa que mostra la ubicació dels diversos grups ètnics de la costa de Camerun. Bimbia fou el regne dels Isubus

Bimbia fou un estat independent del poble isubu de Camerun, annexionat pels alemanys el 1884 i incorporat en la colònia alemanya de Camerun. Es troba a la Regió del Sud-oest, al sud de Mont Camerun i al de l'oest de l'estuari del Wouri. És situat a la costa est de la subdivisió de Limbe.
Bimbia consisteix en tres pobles:
- Dikolo
- Bona Ngombe
- Bona Bille

Bimbia fou el primer lloc on els occidentals, missioners baptistes anglesos i jamaicans, dirigit pel reverend Alfred Saker van posar el peu al Camerun el 1858, des de Fernando Poo. Allà van construir la primera escola i la primera església. Més tard Saker va anar a Victòria on va construir la Ebenezer Baptist Church. Un home anomenat Bimbia (per ser de la població de Bimbia) fou la primera persona que va anar a l'escola de Saker i el primer a esdevenir cristià.

## Història

### Orígens
La història isubu, predominantment oral, diu que el grup ètnic és originari de Mboko, a l'àrea sud-oest del Mont Camerun. La tradició els fa els descendents d'Isuwu na Monanga, qui va dirigir la seva migració a la riba oest de l'estuari del Wouri. Quan un descendent d'Isuwu anomenat Mbimbi esdevingué rei, el poble va començar a anomenar-se isubu. El nom de Bimbia al regne deriva de la població d'aquest nom i li van donar els europeus.

### Primers contactes europeus
Els comerciants portuguesos van arribar a l'estuari del Wouri el 1472. En poques dècades més europeus van venir per explorar l'estuari i els rius que l'alimenten, i per establir factories comercials. Els isubus van assolir un paper d'intermediaris, comerciant amb vori, fruites seques de kola i pebres de l'interior. Tanmateix, una mercaderia important eren els esclaus, molt lligat a plantacions en illes properes com Annobon, Fernando Poo, Príncipe, i São Tomé
Bimbia va ser utilitzada per agafar alguns negres no nadius de la zona i vendre'ls com esclaus als vaixells espanyols que anaven a Bimbia però que mai van desembarcar perquè els feien por els nadius als que anomenaven com “els salvatges” ". Ekum'Un Makundu fou considerat un pirata i va lluitar contra els espanyol per les seves propietats. Els espanyols estaven furiosos i van decidir bombardejar Dikolo - Bimbia. Quan la informació va assolir el locals, van fer senyals de pau visible; quan els espanyols van tornar, algun indígenes va anar al mar per conèixer-los i fer un pacte de pau i van prometre no molestar-los mai més.
Al segle xvi, els isubus eren els segons en activitat comercial només darrere de Duala. Els primers mercants isubus eren caps tribals o notables.
Bimbia, el primer poblament Isubu, va créixer de pressa.
Comerciants europeus van oferir el màxim suport als caps amistosos contra els seus rivals, adulant-los amb títols com Rei, Príncep o Cap. A canvi aquests indígenes oferien monopolis comercials als seu patrons i de vegades els cedien terres. Un cap isubu anomenat Bile va esdevenir dirigents dels isubu amb el nom de King William (Rei Guillem), mentre que Dick Merchant, de la població de Dikolo, i altres caps, s'oposaven al seu domini.

### Influència britànica
Els comerciants britànics esdevingueren la presència europea dominant en la regió a meitat del segle xix, i la Corona els va utilitzar per aplicar l'abolició del comerç d'esclaus al golf de Guinea. El 1844 i 1848, King William va signar tractats contra l'esclavatge. A canvi, els comerciants li van proporcionar regals anuals d'alcohol, pistoles, tèxtils, i altres béns.
William fou també requerit a prohibir pràctiques que els britànics veien com a bàrbares, com sacrificar la muller d'un cap a la seva mort.
Amb la benedicció de William, Bimbia va esdevenir un santuari per esclaus repatriats i escapats del comerç il·lícit, el qual va continuar per molts més anys.
Els britànics també van procurar educar i cristianitzar als bimbians.
King William va rebutjar els primers missioners perquè no va estar d'acord amb la seva insistència en l'oració i l'oposició a la poligàmia. No obstant el 1844 Joseph Merrick va convèncer William per deixar-li obrir una església i escola a Bimbia. El 1858, els espanyols van foragitar els missioners protestants de la seva base a Fernando Poo. King William va vendre una porció dels seus dominis al missioner Alfred Saker, qui llavors va fundar Victoria (avui coneguda com a Limbe). A Bimbia s'atribueix a Alfred Saker i la seva religió cristiana, l'efectiva aturada del comerç d'esclaus.
El 1875, nombroses escoles i missions havien sorgit per la regió de Victòria i altres poblaments. Victòria venia a ser una mescla d'esclaus alliberats, treballadors camerunesos, i cristians camerunesos dels diversos grups costaners. La llengua anomenada Pidgin English del Camerun va començar a desenvolupar-se.
La societat isubu va ser canviada fonamentalment pel comerç europeu. Els béns europeus esdevenien símbols d'estatus, i alguns governants van nomenar comerciants occidentals i missioners com a consellers. Nombrosos isubus es van fer rics, augmentant les tensions de classe. La competència es va incrementar entre grups costaners i fins i tot entre poblaments emparentats. Entre 1855 i 1879, els isubu es van veure embolicats en com a mínim quatre conflictes, tots interns i amb grups ètnics rivals. Els comerciants van explotar aquesta atmosfera, i des de 1860 comerciants alemanys, francesos i espanyols van iniciar contactes i van debilitar el monopoli britànic. Els duales havien obtingut una hegemonia virtual sobre el comerç a través de l'estuari del Wouri, i als isubus els va quedar poc poder. King William II fou virtualment impotent quan va succeir al seu pare el 1878.

### Tractats
El 17 de febrer de 1844, King William I de Bimbia i els caps de Bimbia van concloure un tractat amb el Lloctinent Edward Charles Earl, comandant del bergantí anglès Ràpid pel qual el comerç d'esclaus va ser prohibit a canvi de béns per valor de 1,200 $, i el lliure comerç queda garantit. El 19 de desembre de 1850, un nou tractat amb Thomas Rodney Eden, capità del Amphitrite, va regular les condicions del comerç, cobrint temes com el pagament del "comey", un cost consuetudinari pagat per vaixells comercials als caps a canvi del permís per comerciar. El 7 de febrer de 1855, el Cònsol Suplent britànic, J.W.B. Lynslager, va obtenir un compromís en el qual els caps de les illes Boobee (Bubi), adjacent a les illes Ambas (o Amboise), van arranjar una disputa recent i van reconèixer l'autoritat de King William I de Bimbia.

### Protectorat alemany
Un protectorat alemany sobre el Camerun va ser declarat el 12 de juliol de 1884.
En una comunicació de 15 octubre 1884 el Govern alemany va descriure els territoris inclosos en el protectorat, en els quals va incloure Bimbia.

## Caps
El cacicat tradicional de Bimbia i els cacicats annexes pertanyen a les mateixes famílies des de fa generacions.
- A Dikolo la família d' Ekum'un Makundu governa sense oposició.
- A Bona Ngombe el cacicat el té la família Musuka
- A Bona Bille té el cacicat la família Billa Lozenge, descendents de rei William de Bimbia.